# Xenorhina bouwensi
Xenorhina bouwensi е вид жаба от семейство Тесноусти жаби (Microhylidae). Видът не е застрашен от изчезване.

## Разпространение
Разпространен е в Индонезия.

## Описание
Популацията на вида е стабилна.